# 32 (число)
Вижте пояснителната страница за други значения на 32.
Трийсет и две (също и тридесет и две) е естествено число, предхождано от трийсет и едно и следвано от трийсет и три. С арабски цифри се записва 32, а с римски – XXXII. Числото 32 е съставено от две цифри от позиционните бройни системи – 3 (три) и 2 (две).

## Математика
- 32 е четно число.
- 32 е съставно число.
- 32 е квадратно число.
- 32 = 24+42
- 32 = 11+22+33
- 32 е деветото щастливо число.

## Други
- 32 е атомният номер на химичния елемент германий.
- 32-рият ден от годината е 1 февруари.
- 32 е общият брой на постоянните зъби при човека.
- 32 е общият брой фигури в игра на шахмат, както и броят на първоначалните празни полета; също и броят на белите и на черните полета на дъската.
- 32-битовата компютърна архитектура поддържа до 4 GB RAM (232 байта).
- 32 са графствата на остров Ирландия: 26 в Република Ирландия и 6 в Северна Ирландия.
- 32 са областите в Шотландия.
- Телефонният код на Белгия е +32.